# Las Hrabeński
Las Hrabeński (PLH180039) – projektowany specjalny obszar ochrony siedlisk, aktualnie obszar mający znaczenie dla Wspólnoty, położony na Pogórzu Bukowskim, na zachód od Beska, o powierzchni 125,6 ha. Prawie cały obszar leży na terenie gminy Besko (powiat sanocki), jedynie niewielki fragment na południowo-zachodnim krańcu znajduje się w granicach gminy Rymanów (powiat krośnieński).
Obszar jest niewielkim, ale zwartym kompleksem leśnym otoczonym krajobrazem kulturowym.
W obszarze występują trzy typy siedlisk z załącznika I dyrektywy siedliskowej:
- grąd Tilio-Carpinetum
- żyzna buczyna karpacka Dentario glandulosae-Fagetum
- jaworzyna z miesiącznicą trwałą Lunario-Aceretum